# 페지노크

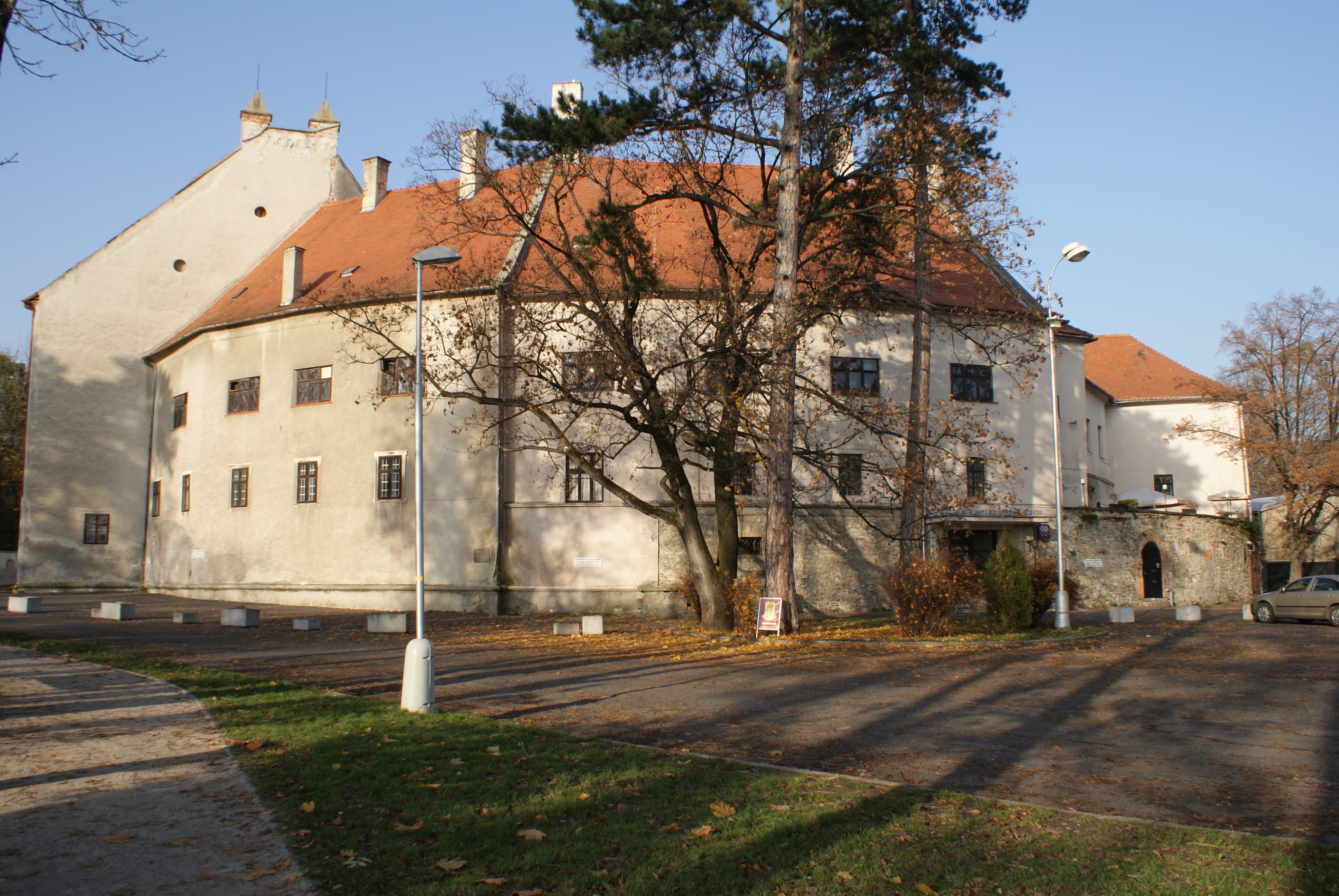
페지노크

페지노크(슬로바키아어: Pezinok, 헝가리어: Bazin 버진[*], 독일어: Bösing 뵈징[*])는 슬로바키아 남서부 브라티슬라바 주에 위치한 도시로 면적은 72.555km2, 높이는 152m, 인구는 24,070명(2014년 기준), 인구 밀도는 332명/km2이다. 브라티슬라바에서 북동쪽으로 약 20km 정도 떨어진 곳에 위치한다.

시 문장